# Lisková (przystanek kolejowy)
Lisková – przystanek kolejowy znajdujący się we wsi Lisková w kraju żylińskim na linii kolejowej nr 180 na Słowacji.